# 綠窗新語
《綠窗新話》又名《绿窗新语》，宋代文言小說集，編者署名皇都風月主人，全書分上、下兩卷，共計一百五十四篇。
《绿窗新话》编者署名為皇都風月主人，生平事迹无考。《绿窗新话》的具體編輯年代不明，“绿窗”指女子居室，即指有关女性的新故事，實際上多节录或改寫歷代志怪、传奇、野史笔记而成，每篇皆用七字标目，与话本形式相仿，其中出自《青琐高议》尤多，內容則偏重情色，文中时有艳词亵语，有一百四十七篇小說涉及男女情事。有着鲜明的取悦市民的偏好。《绿窗新话》目的在於提示故事情節，供說話人作為臨場敷演的藍本，因此刪去大量細節。例如，《李娃使鄭子登科》是《綠窗新話》中最長的一篇，共四百餘字，僅為唐傳奇白行簡《李娃傳》的十分之一。又如《钱忠娶吴江仙女》出自《青琐高议》前集卷五《长桥怨》，叙钱忠艳遇吴江仙女之事。原文一千余字，《绿窗》删节后仅存二百余字。《绿窗新话》尚未见刻本，现在已知吴兴嘉业堂、宁波范氏天一阁两家藏有抄本。